# Erwin Stein (labdarúgó)
Erwin Stein (Frankfurt, 1935. június 10. – 2024. július 26.) nyugatnémet válogatott német labdarúgó, csatár.

## Pályafutása

### Klubcsapatban
1954 és 1959 között az SpVgg Griesheim 02, 1959 és 1966 között az Eintracht Frankfurt, 1966 és 1969 között a Darmstadt 98 labdarúgója volt. 1969–70-ben az SpVgg Griesheim 02 játékosaként fejezte be az aktív játékot. Tagja volt az 1959–60-as idényben BEK-döntős együttesnek.

### A válogatottban
1959-ben egy alkalommal szerepelt az NSZK válogatottjában és egy gólt szerzett.

### Edzőként
1970-ben a Viktoria Griesheim vezetőedzőjeként tevékenykedett.

## Sikerei, díjai
Eintracht Frankfurt
- Oberliga Süd
  - 2. (2): 1960–61, 1961–62
- Nyugatnémet kupa (DFB Pokal)
  - döntős: 1964
- Bajnokcsapatok Európa-kupája (BEK)
  - döntős: 1959–60

## Statisztika

### Mérkőzése a nyugatnémet válogatottban
| NSZK | NSZK            | NSZK                      | NSZK  | NSZK     | NSZK          | NSZK       | NSZK  | NSZK    |
| #    | Dátum           | Helyszín                  | Hazai | Eredmény | Vendég        | Kiírás     | Gólok | Esemény |
| ---- | --------------- | ------------------------- | ----- | -------- | ------------- | ---------- | ----- | ------- |
| 1.   | 1959. május 20. | Hamburg, Volksparkstadion | NSZK  | 1 – 1    | Lengyelország | barátságos | 1     | 63' 81' |
|      | Összesen        |                           |       | 1        | mérkőzés      |            | 1     | gól     |